# Кандаковка (Кігинський район)
Кандако́вка (рос. Кандаковка) — село у складі Кігинського району Башкортостану, Росія. Адміністративний центр Кандаковської сільської ради.
Населення — 347 осіб (2010; 385 в 2002).
Національний склад:
- татари — 63 %
- башкири — 32 %